# 霍伊特角
74°59′S 134°36′W / 74.983°S 134.600°W
霍伊特角（英語：Hoyt Head）是南極洲的海岬，位於瑪麗伯德地，處於文茲克冰川西岸，美國地質調查局根據測量和美國海軍拍攝的空中照片繪入地圖，現時由南極條約體系管理。